# Naissance de la Vierge (Lorenzetti)
La Naissance de la Vierge est un tableau de Pietro Lorenzetti conservé au Museo dell'Opera Metropolitana del Duomo de Sienne en Toscane (Italie).

## Histoire
Partie des épisodes de la Vie de la Vierge du Duomo de Sienne pour son second autel, celui de San Savino, le tableau triptyque était l'élément central d'un polyptyque comprenant en latéraux les saints Savin et Bartholomée (perdus), et une prédelle dont il ne subsiste que la scène centrale de  Saint Savin évêque  avec ses diacres Marcello et Esuperanzio devant le gouverneur Venustiano (Londres).
Il était conjoint à l'Annonciation de Simone Martini et à la Présentation au Temple d'Ambrogio Lorenzetti, son frère.
Le peintre fut payé 140 florins d'or pour ce tableau, dont 30 à la commande de 1335 (inventaire de 1429). Pietro dut attendre la parution de l'ouvrage traduit du latin par Ciecho della Grammatica pour s'inspirer des textes sacrés quelque temps après. La date figurant sur le tableau, sur la corniche inférieure, avec sa signature  (« PETRUS LAURENTII DE SENIS ME PINXIT MCCCXLII ») montre que Pietro Lorenzetti entama d'autres travaux entretemps (fresques de l'auvent de la Scala).

## Iconographie
La Vierge Marie fait l'objet de représentation dans l'épisode de sa naissance décrite dans les textes du Protévangile de Jacques en symétrie directe avec la nativité de son fils Jésus décrite, elle, dans les Évangiles de l'enfance de Matthieu et Luc.

## Description
Trois scènes se développent de gauche à droite (séparées par les pilastres de l'encadrement) :
- Joachim (père de Marie) attendant dans l'antichambre, recevant la nouvelle par un jeune serviteur ; une scène prolongée, dans le fond, en cour gothique.
- dans l'extrémité gauche de sa chambre : sainte Anne (mère de Marie) dans son lit d'accouchée, adossée et accoudée en position semisdraiata[2], dans un environnement médiéval (lit, cassone, tenture aux murs) : en bas Marie prenant son premier bain entourée de deux servantes ; à droite une femme tient un éventail médiéval[réf. nécessaire].
- dans l'extrémité droite de la chambre : deux femmes apportant des linges blancs brodés de bleu et une aiguière de parfum pour la toilette.

Toute la décoration est clairement médiévale : fenêtres en losange, ciels étoilés, rosaces trilobées, fenêtre à meneau (à l'extrême gauche), habillement coloré des protagonistes, ustensiles quotidiens.

## Analyse
Les polyptyques de l'époque utilisent habituellement  une séparation des lieux dans leurs éléments séparés par des colonnes : l'innovation de Pietro Lorenzetti se traduit ici par une continuité spatiale d'un panneau à l'autre (antichambre, puis chambre en deux scènes séparées par une simple colonne de l'architecture simulée).
La forme architectonique, toujours présente par son encadrement à pinacles, est elle-même le support d'appui de la représentation en perspective : voûtes peintes en prolongement de la forme ogivale des pinacles, pilastres interprétés en colonnes de soutien de ces mêmes voûtes d'arêtes du volume creusé).
On assiste là à la transition giottesque depuis la tradition gothique-byzantine.
Erwin Panofsky souligne en 1927 le progrès de ce tableau par rapport à Duccio : l'orientation unifiée du pavement permet d'unifier l'espace dans les deux panneaux de droite, le portique conservant une position particulière. Pour Daniel Arasse, c'est le premier exemple connu de  perspective monofocale centrée (à ligne de fuite, points de distance), précédant même son frère de deux ans (Annonciation de Sienne).